# Kummelskäret, Vörå
Kummelskäret är en ö i Finland. Den ligger i Norra kvarken och i kommunen Vörå i den ekonomiska regionen  Vasa i landskapet Österbotten, i den västra delen av landet. Ön ligger omkring 41 kilometer norr om Vasa och omkring 400 kilometer norr om Helsingfors.
Öns area är 14,5 hektar och dess största längd är 1 kilometer i öst-västlig riktning. Ön höjer sig omkring 10 meter över havsytan.